# 수원서광학교
수원서광학교는 경기도 수원시 장안구 이목동에 있는 사립 특수학교이다. 지적장애 학생을 위한 사립 특수학교로 유치부, 초등부, 중학부, 고등부, 전공과를 두고 있다.

## 연혁
- 1962년 3월 1일 : 수원농아공민학교로 설립
- 1965년 3월 1일 : 수원농아학교로 개교
- 1987년 : 수원서광학교로 변경